# Макдональд (Манітоба)
Макдональд (англ. Macdonald) — сільський муніципалітет в Канаді, у провінції Манітоба.

## Населення
За даними перепису 2016 року, сільський муніципалітет нараховував 7162 особи, показавши зростання на 14,0%, порівняно з 2011-м роком. Середня густина населення становила 6,2 осіб/км².
З офіційних мов обидвома одночасно володіли 705 жителів, тільки англійською — 6 440, тільки французькою — 5, а 15 — жодною з них. Усього 560 осіб вважали рідною мовою не одну з офіційних, з них 50 — українську.
Працездатне населення становило 74,6% усього населення, рівень безробіття — 4,6% (5,4% серед чоловіків та 3,7% серед жінок). 83,7% осіб були найманими працівниками, а 15,7% — самозайнятими.
Середній дохід на особу становив $60 098 (медіана $47 616), при цьому для чоловіків — $69 605, а для жінок $50 277 (медіани — $60 245 та $37 469 відповідно).
28,1% мешканців мали закінчену шкільну освіту, не мали закінченої шкільної освіти — 15,3%, 56,6% мали післяшкільну освіту, з яких 41,4% мали диплом бакалавра, або вищий, 25 осіб мали вчений ступінь.
| Статево-вікова структура населення | Статево-вікова структура населення | Статево-вікова структура населення | Статево-вікова структура населення | Статево-вікова структура населення |
| ---------------------------------- | ---------------------------------- | ---------------------------------- | ---------------------------------- | ---------------------------------- |
|                                    |                                    |                                    |                                    |                                    |
| Всього                             | Всього                             | 50,8%49,2%                         |                                    |                                    |
| 0 — 14 років                       | 0 — 14 років                       |                                    | 21,2%                              | 21,2%                              |
| 15 — 64 років                      | 15 — 64 років                      |                                    | 67,5%                              | 67,5%                              |
| 65 і більше                        | 65 і більше                        |                                    | 11,4%                              | 11,4%                              |
| 85 і більше                        | 85 і більше                        |                                    | 0,6%                               | 0,6%                               |
| Середній вік (років)               | Середній вік (років)               | 37,337,2                           | 37,3                               | 37,3                               |
| Медіана (років)                    | Медіана (років)                    | 38,638,9                           | 38,8                               | 38,8                               |
| — чоловіки — жінки                 |                                    |                                    |                                    |                                    |

| Походження мешканців:     | Походження мешканців:     | Походження мешканців: | Походження мешканців: | Походження мешканців: |
| ------------------------- | ------------------------- | --------------------- | --------------------- | --------------------- |
| Походження                |                           |                       | осіб                  | %                     |
| Корінні американці        | Корінні американці        |                       | 650                   | 9.37%                 |
| Інше північноамериканське | Інше північноамериканське |                       | 2 035                 | 29.34%                |
| Європейське               | Європейське               |                       | 6 045                 | 87.17%                |
| британське                | британське                |                       | 3 265                 | 47.08%                |
| французьке                | французьке                |                       | 1 260                 | 18.17%                |
| українське                | українське                |                       | 1 175                 | 16.94%                |
| Латинськоамериканське     | Латинськоамериканське     |                       | 55                    | 0.79%                 |
| Карибське                 | Карибське                 |                       | 15                    | 0.22%                 |
| Африканське               | Африканське               |                       | 35                    | 0.5%                  |
| Азійське                  | Азійське                  |                       | 135                   | 1.95%                 |

| Зайнятість населення за галузями (за класифікацією NOC): | Зайнятість населення за галузями (за класифікацією NOC): | Зайнятість населення за галузями (за класифікацією NOC): | Зайнятість населення за галузями (за класифікацією NOC): | Зайнятість населення за галузями (за класифікацією NOC): |
| -------------------------------------------------------- | -------------------------------------------------------- | -------------------------------------------------------- | -------------------------------------------------------- | -------------------------------------------------------- |
|                                                          |                                                          |                                                          |                                                          |                                                          |
| Управління                                               | Управління                                               |                                                          | 16,9%                                                    | 16,9%                                                    |
| Бізнес, фінанси та адміністрування                       | Бізнес, фінанси та адміністрування                       |                                                          | 14%                                                      | 14%                                                      |
| Природничі та прикладні науки                            | Природничі та прикладні науки                            |                                                          | 5,9%                                                     | 5,9%                                                     |
| Охорона здоров'я                                         | Охорона здоров'я                                         |                                                          | 7,1%                                                     | 7,1%                                                     |
| Освіта, правозахист, муніципальні та урядові служби      | Освіта, правозахист, муніципальні та урядові служби      |                                                          | 14,1%                                                    | 14,1%                                                    |
| Мистецтво, культура, відпочинок та спорт                 | Мистецтво, культура, відпочинок та спорт                 |                                                          | 1,6%                                                     | 1,6%                                                     |
| Роздрібна торгівля та послуги                            | Роздрібна торгівля та послуги                            |                                                          | 17,4%                                                    | 17,4%                                                    |
| Гуртова торгівля, транспорт та обладнання                | Гуртова торгівля, транспорт та обладнання                |                                                          | 16,4%                                                    | 16,4%                                                    |
| Природні ресурси, сільське господарство                  | Природні ресурси, сільське господарство                  |                                                          | 4,2%                                                     | 4,2%                                                     |
| Виробництво                                              | Виробництво                                              |                                                          | 2,7%                                                     | 2,7%                                                     |

## Клімат
Середня річна температура становить 2,7°C, середня максимальна – 23,8°C, а середня мінімальна – -24,5°C. Середня річна кількість опадів – 549 мм.
| Клімат поселення                              | Клімат поселення | Клімат поселення | Клімат поселення | Клімат поселення | Клімат поселення | Клімат поселення | Клімат поселення | Клімат поселення | Клімат поселення | Клімат поселення | Клімат поселення | Клімат поселення | Клімат поселення |
| Показник                                      | Січ.             | Лют.             | Бер.             | Квіт.            | Трав.            | Черв.            | Лип.             | Серп.            | Вер.             | Жовт.            | Лист.            | Груд.            |                  |
| Середній максимум, °C                         | −11,3            | −7,31            | −0,07            | 10,49            | 18,77            | 23,82            | 23,70            | 23,17            | 17,79            | 10,40            | 0,08             | −9,56            |                  |
| Середня температура, °C                       | −17,9            | −13,98           | −6,7             | 3,83             | 12,10            | 17,19            | 19,10            | 18,58            | 13,18            | 5,80             | −4,52            | −14,19           |                  |
| Середній мінімум, °C                          | −24,54           | −20,6            | −13,34           | −2,8             | 5,50             | 10,54            | 14,50            | 13,98            | 8,58             | 1,20             | −9,12            | −18,8            |                  |
| Норма опадів, мм                              | 23               | 17               | 26               | 30               | 57               | 94               | 84               | 73               | 51               | 41               | 28               | 25               |                  |
| Середньомісячна швидкість вітру, м/с          | 4.30             | 4.20             | 4.36             | 4.50             | 4.50             | 4.00             | 3.50             | 3.70             | 4.20             | 4.50             | 4.50             | 4.34             |                  |
| Середньомісячна сонячна радіація, кДж/м²·день | 4354             | 7722             | 12695            | 17189            | 19961            | 21176            | 21765            | 18452            | 12774            | 7638             | 4307             | 3291             |                  |
| --------------------------------------------- | ---------------- | ---------------- | ---------------- | ---------------- | ---------------- | ---------------- | ---------------- | ---------------- | ---------------- | ---------------- | ---------------- | ---------------- | ---------------- |
| Джерело:                                      |                  |                  |                  |                  |                  |                  |                  |                  |                  |                  |                  |                  |                  |